# Ashford (Kent)
Ashford es una moderna ciudad en la región del condado de Kent en Inglaterra, a 50 km de Londres. Está situada en las proximidades del eurotúnel del Canal de la Mancha. Según el censo del Reino Unido de 2011, Ashford tenía 67.528 habitantes, municipio de Ashford tenía 117.956 habitantes.
La Estación Internacional de Ashford  es una de las paradas  del Eurostar. Está listado en el Domesday Book como Allia Essetesford.